# Folköl

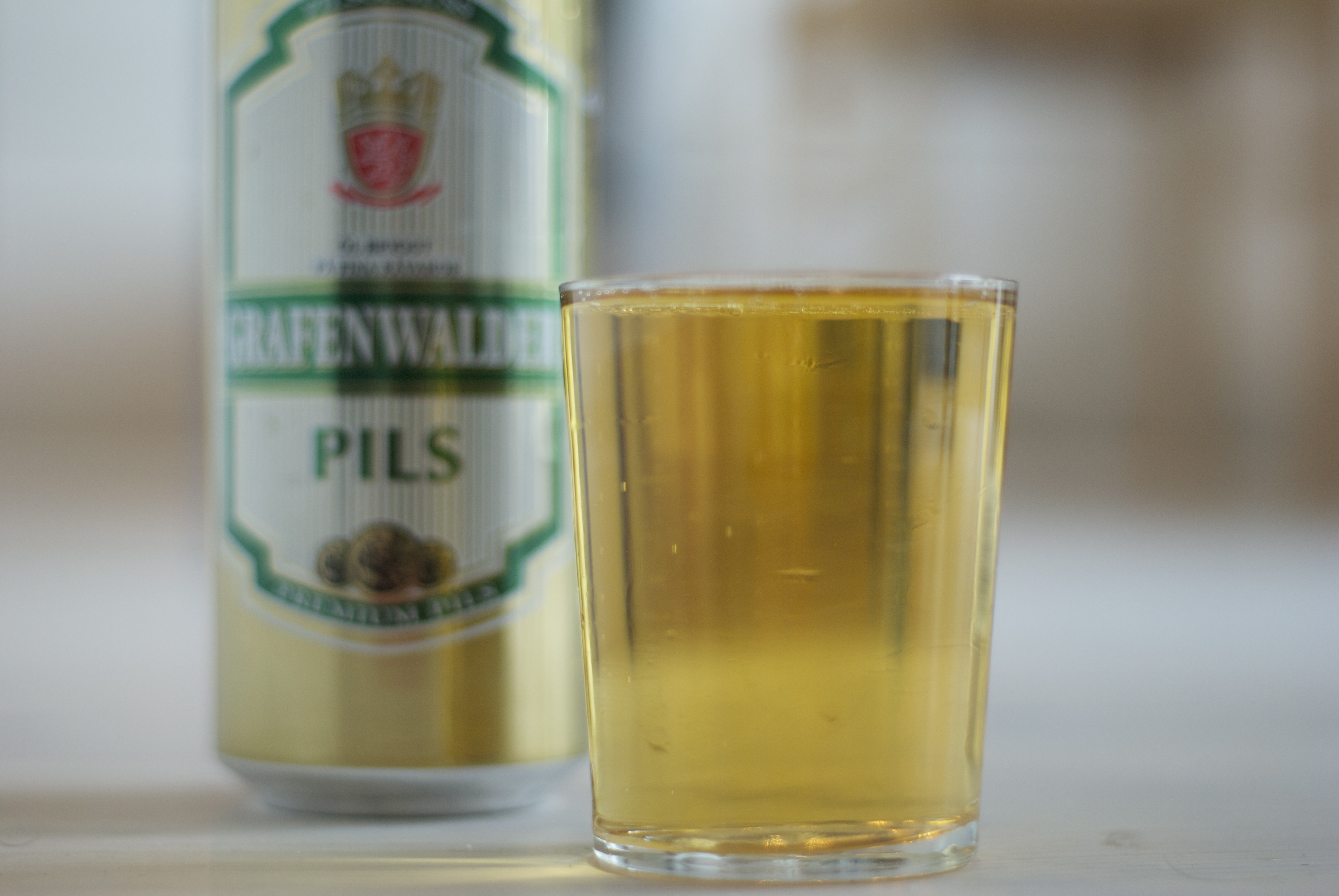
Ett glas folköl.

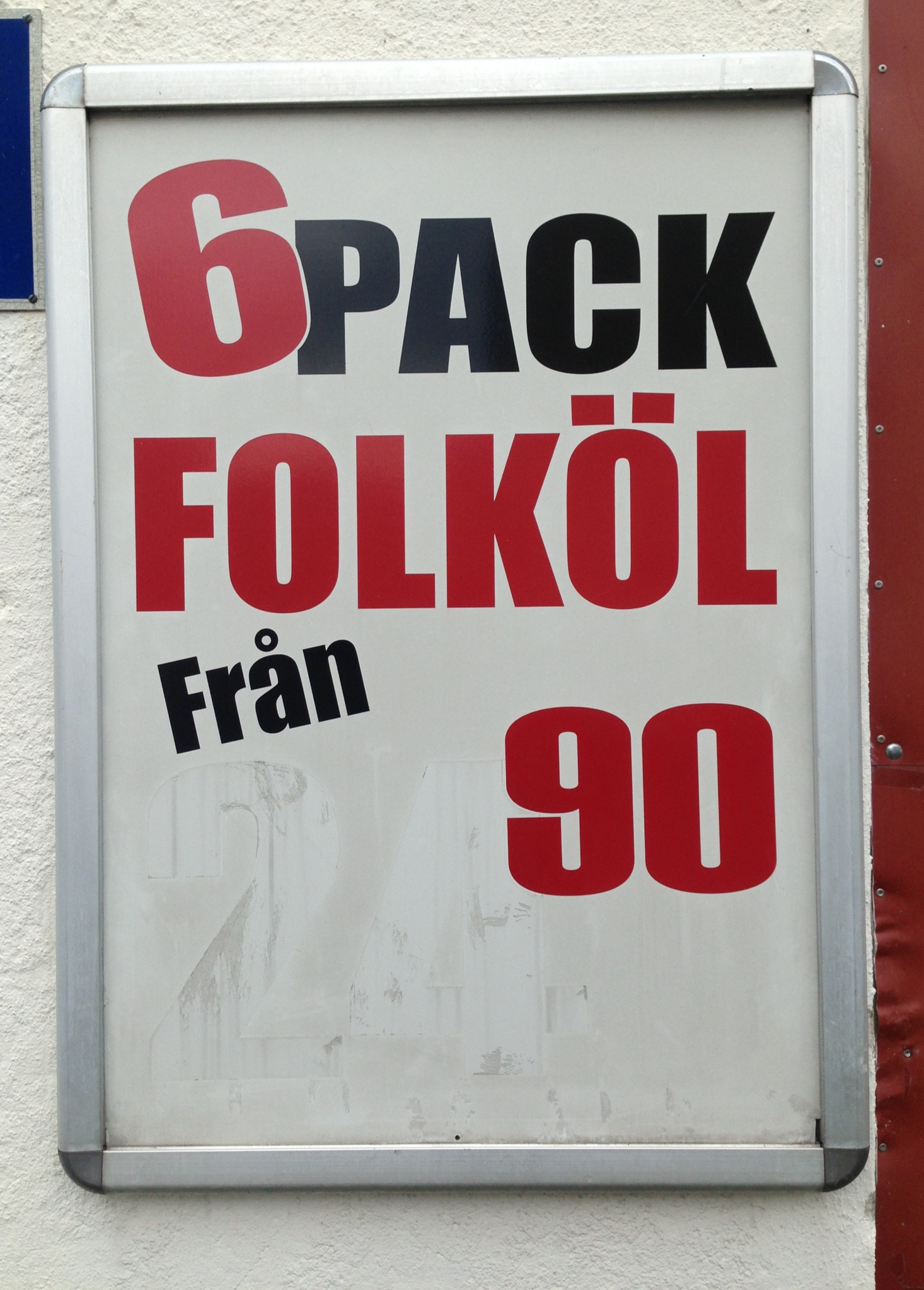
En annons för folköl utanför en kiosk på Hisingen, 2013

Folköl är den i Sverige vardagliga benämningen på öl med en alkoholhalt från 2,25 procent upp till och med 3,5 procent (med procent avses volymprocent) som i Sverige får säljas i vanliga butiker till personer fyllda 18 år. Folkölet tillkom när det så kallade mellanölet förbjöds i vanliga livsmedelsbutiker.
Ursprungligen var folköl den benämning den dåvarande finansministern Gunnar Sträng gav sitt förslag på en ölsort med en alkoholhalt på 3,2 viktprocent (4 volymprocent), mellan den dåvarande klass IIa (2,8 viktprocent, 3,5 volymprocent) och klass IIb, mellanöl, (3,6 viktprocent, 4,5 volymprocent), då mellanölets existens var föremål för diskussion. Detta förslag godkändes dock inte av riksdagen. Därefter har benämningens ursprung allmänt glömts bort och kommit att gälla öl enligt ovan.
Folköl med en alkoholhalt om max 2,8 procent är befriat från alkoholskatt. Detta tillkom när den progressiva alkoholskatten ersattes med en rak skattesats den 1 januari 1997, vilket gjorde 3,5-procentigt öl märkbart dyrare. Ölet med en alkoholhalt om 3,5 procent var tänkt att lanseras under namnet Sverigeöl, men det blev i stället så att det kom att kallas Special eller liknande. Öl som innehåller maximalt 3,5 procent alkohol räknas som livsmedel och beskattas med 12 procents moms, medan det på starkare öl är full moms, 25 procent.
Ett antal utländska ölsorter specialtillverkas för den svenska marknaden med en alkoholhalt på 3,5 procent.
Folkölets officiella beteckning har varit klass II, eller under mellanölets tid, klass IIa. I alkohollagen benämns det folköl, till skillnad från maltdrycker över 3,5 procent som benämns starköl. Tidigare angavs alkoholhalten på öl i viktprocent, men på grund av EU-anpassning är angivelsen numera i volymprocent. Lättöl har idag 2,25 volymprocent alkohol vilket motsvarar 1,8 viktprocent. Folköl med en volymprocent på 3,5 motsvarar 2,8 viktprocent.